# Кија Малвертон
Кија Малвертон (енгл. Kiah Melverton; Гоулд Коуст, 5. новембар 1996) аустралијска је пливачица чија ужа специјалност су трке слободним стилом на дужим дистанцама, те на отвореним водама. 

## Спортска каријера
малвертонова је дебитовала на међународној пливачкој сцени још као јуниорка, а прво велико међународно такмичење на коме је наступила је било Светско јуниорско првенство одржано у Дубаију 2013. године. Први запаженији успех у каријери постигла је две године касније, на Универзијади у Квангџуу, где је освојила бронзане медаље у тркама на 800 и 1500 метара слободним стилом.
На националном првенству у пливању у малим базенима, одржаном током новембра 2016, освојила је по једно злато и сребро у тркама на 800 и 400 метара слободним стилом, чиме је уједно обезбедила себи место у сениорској репрезентацији Аустралије за предстојеће Светско првенство у малим базенима у Виндзору. Наступ на првенству света у Виндзору 2016. био је уједно и њен дебитантски за сениорску репрезентацију Аустралије. Малвертонова је на том првенству успела да освоји бронзану медаљу у трци на 800 метара слободним стилом, што је био њен највећи спортски успех у дотадашњој каријери.
На првенству Аустралије у пливању на отвореним водама, у Аделејду 2017, освојила је златну медаљу у трци на 5 километара, и на тај начин се квалификовала за наступ на Светском првенству у Будимпешти. На светском првенству је заузела 7. место у трци на 5 километара. 
На светском првенству великим базенима у корејском Квангџуу 2019. освојила је златну медаљу у трци женских штафета на 4×200 слободно, пошто је пливала последњу измену у квалификацијама које је аустралијски тим окончао на првом месту (није пливала у финалу). У појединачним тркама је заузела два седма места на 800 слободно и 1.500 слободно, док је трку на 400 слободно завршила на 11. месту у квалификацијама и није се пласирала у финале. 
На Аустралијским плиовачким трајалсима за Токио 2021. заузела је два друга места у тркама на 800 и 1500 метара слободним стилом, чиме се пласирала на своје прве Олимпијске игре у каријери. 